# Bukowiec (gemeente)
De gemeente Bukowiec is een landgemeente in het Poolse woiwodschap Koejavië-Pommeren, in powiat Świecki.
De gemeente bestaat uit 13 administratieve plaatsen solectwo: Bramka, Branica, Budyń, Bukowiec, Gawroniec, Korytowo, Krupocin, Plewno, Poledno, Polskie Łąki, Przysiersk, Różanna, Tuszynki
Zonder de status sołectwo : Franciszkowo, Jarzębieniec, Kawięcin.
De zetel van de gemeente is in Bukowiec.
Op 30 juni 2004 telde de gemeente 5110 inwoners.

## Oppervlakte gegevens
In 2002 bedroeg de totale oppervlakte van gemeente Bukowiec 111 km², waarvan:
- agrarisch gebied: 77%
- bossen: 13%

De gemeente beslaat 7,54% van de totale oppervlakte van de powiat.

## Demografie
Stand op 30 juni 2004:
| Omschrijving                   | Totaal | Totaal | Vrouwen | Vrouwen | Mannen | Mannen |
| ------------------------------ | ------ | ------ | ------- | ------- | ------ | ------ |
| eenheid                        | aantal | %      | aantal  | %       | aantal | %      |
| inwoners                       | 5110   | 100    | 2618    | 51,2    | 2492   | 48,8   |
| bevolkingsdichtheid (inw./km²) | 46     | 46     | 23,6    | 23,6    | 22,5   | 22,5   |

In 2002 bedroeg het gemiddelde inkomen per inwoner 1603,8 zł.

## Aangrenzende gemeenten
Drzycim, Lniano, Pruszcz, Świecie, Świekatowo